# 嫦娥五号
嫦娥五号探测器是中国探月工程“绕、落、回”第三阶段的月球探测器，执行中华人民共和国的首次地外天体采样返回任务，计划采集约2000克月球样本返回地球。嫦娥五号于2020年11月24日凌晨4时30分在海南省文昌航天发射场发射升空，完成月球表面自动采样任务後，携带1731克月球样品于12月17日凌晨1时59分在內蒙古四子王旗着陆场着陆。这是继月球24号之后时隔44年人类再次从月面带回月球样本。

## 历史

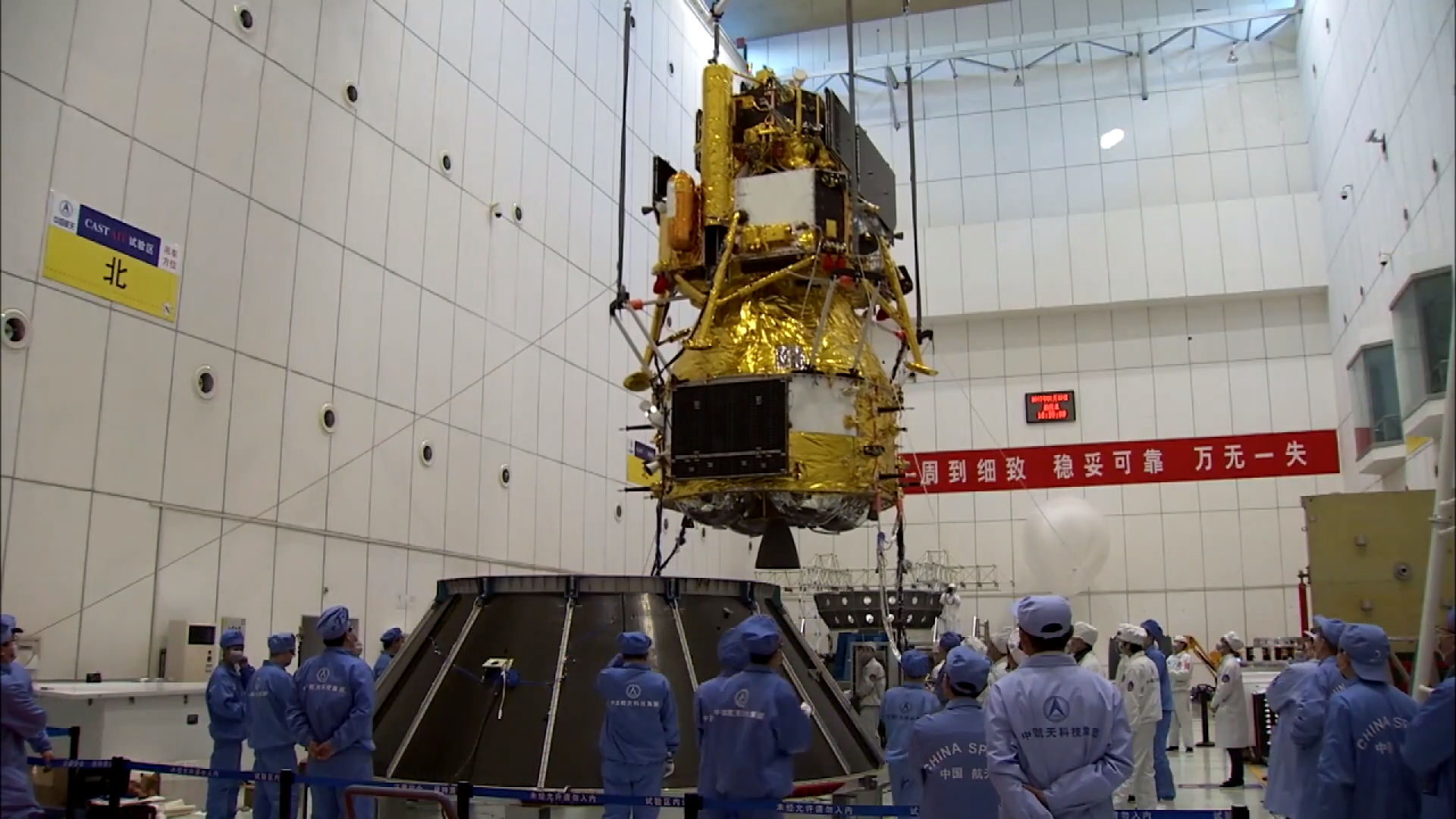
嫦娥五号在厂房测试

2004年1月23日，时任国务院总理温家宝正式批准月球探测工程经立项，工程被命名为“嫦娥工程”，分为“绕、落、回”三个阶段。第三期工程实施时间为2011年至2020年，目标是月面巡视勘察与采样返回。2011年1月，国务院正式批复嫦娥五号立项，探测器启动研制工作。2012年12月，嫦娥五号探测器系统方案完成阶段研制总结评审，转入初样研制阶段。
2013年11月，嫦娥三号发射前夕，中国工程院院士、著名运载火箭专家龙乐豪表示，第三阶段“回”是嫦娥五号、嫦娥六号的任务，时间可能是2017年到2020年。
2014年3月，“嫦娥五号”总指挥顾问、总设计师顾问叶培建透露，鉴于嫦娥三号已经由2015年提前至2013年完成，嫦娥五号也有望从2020年提前至2017年完成。
2014年10月，中国跳跃式再入返回飞行试验成功，为探月三期工程验证了相关技术，获取了有效的试验数据。2015年7月嫦娥五号探测器全面进入正样研制阶段。
2015年3月，国家航天局局长许达哲透露，嫦娥五号发射日期为2017年前后。
2017年4月，用于发射嫦娥五号探测器的长征五号遥三火箭在天津大火箭基地进行总装。同年6月7日，中国航天科技集团公司在全球航天探索大会上首次公布了探月三期工程的总体方案。同年7月2日，长征五号遥二运载火箭发射实践十八号卫星失利，原定2017年底发射的嫦娥五号任务被迫推迟。2019年12月27日，长征五号遥三运载火箭发射实践二十号卫星成功，长征五号成功复飞，困扰这款火箭的发动机问题基本获得解决。
2020年7月，嫦娥五号探测器空运抵达发射场，此后开展了将近5个月的发射场工作。2020年9月下旬，长征五号遥五运载火箭由远望运输船队安全运抵海南文昌清澜港，并通过公路运输方式分段运送至中国文昌航天发射场。此后，火箭按照测试发射流程，陆续完成了总装、测试等各项准备工作。11月17日上午，活动发射平台驶出发射场垂直测试厂完成垂直转运。

## 任务目标
嫦娥五号的科学目标为：
- 进行着陆区的现场调查和分析。
- 开展月球着陆区地形探测和地质勘察, 获取与月球样品相关的现场分析数据，建立现场探测数据与实验室分析数据之间的联系。
- 对月球样品进行系统、长期的实验室研究，分析月壤的结构、物理特效、物质组成，深化月球成因和演化历史的研究。

工程目标包括：
- 突破窄窗口多轨道装订发射、月面自动采样与封装、月面起飞、月球轨道交会对接、月地转移、地球大气高速再入、多目标高精度测控、月球样品储存等技术。
- 实现首次地外天体自动采样返回, 推进中国科学技术重大跨越。
- 完善探月工程体系, 为载人登月和深空探测奠定一定的人才、技术和物质基础。

## 系统组成

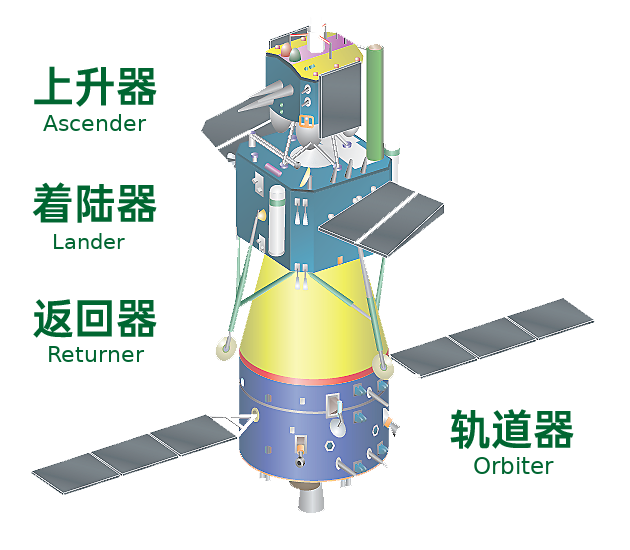
嫦娥五号的构成图

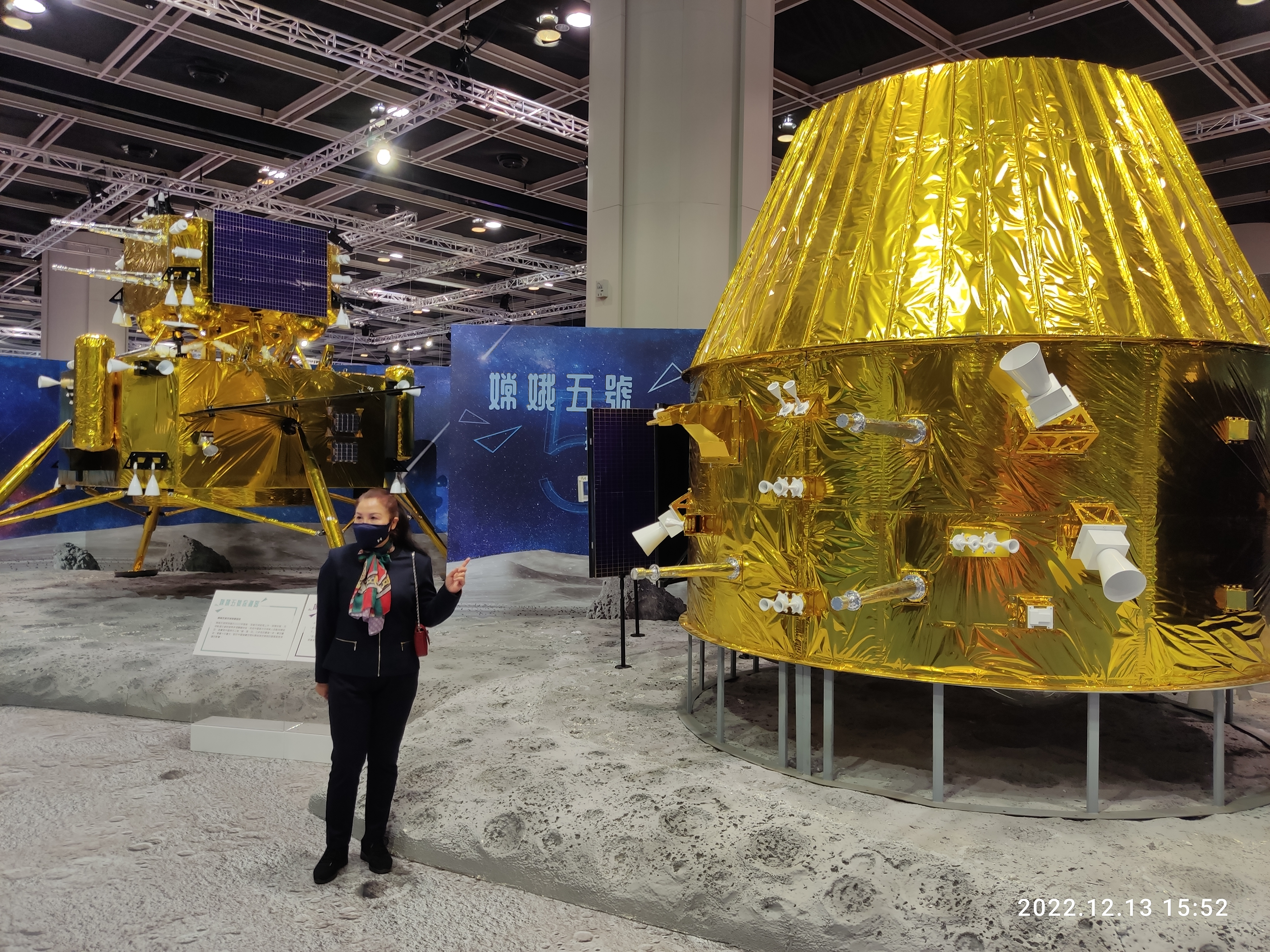
嫦娥五号全尺寸模型，左为着上组合体，右为轨返组合体。

### 探测器组成结构
嫦娥五号由轨道器、返回器、上升器和着陆器组成，总质量达8200千克。都分别具备独立飞行能力及月面着陆、采样、上升、对接、返回等功能。
在取样返回任务中，各组成部分发挥了不同的作用
- 着陆器：在月球表面与月面以下收集月壤样本与月岩样本，收集的样本放置在上升器的容器中；
- 上升器：在着陆器采集样本完成后从月面上升，与轨道器返回器组合体会合、对接。之后转移样品到返回器，与轨道器返回器组合体分离；
- 轨道器：样本转移到返回器后，携返回器返回地球，到达预定位置释放返回器；
- 返回器：与上升器对接后接收月壤月岩样本，并经过大气层“打水漂”两次再入回到地球。

嫦娥五号设计有两种取样方式，用以丰富样品类型。其一是在月面打钻，是为取得较深层的月壤；其二是用机械臂在月球表面取样，在有限范围内横扫收集月壤。两种样品的比例约为1：3，表面采取的月壤更多。随后，上升器将携带月壤样品从停驻在月面的着陆器上起飞，并由轨道器抓获，将月壤样品转移到返回器里。

### 载荷
嫦娥五号的有效载荷全部安装在着陆器上，按功能可分为科学类载荷和工程及支撑类载荷，具体包括：
- 科学类载荷：全景相机、降落相机、月壤结构探测仪、月球矿物光谱分析仪。
- 工程及支撑类载荷：全景相机转台、国旗展示系统、载荷数据处理器。

### 其他辅助系统

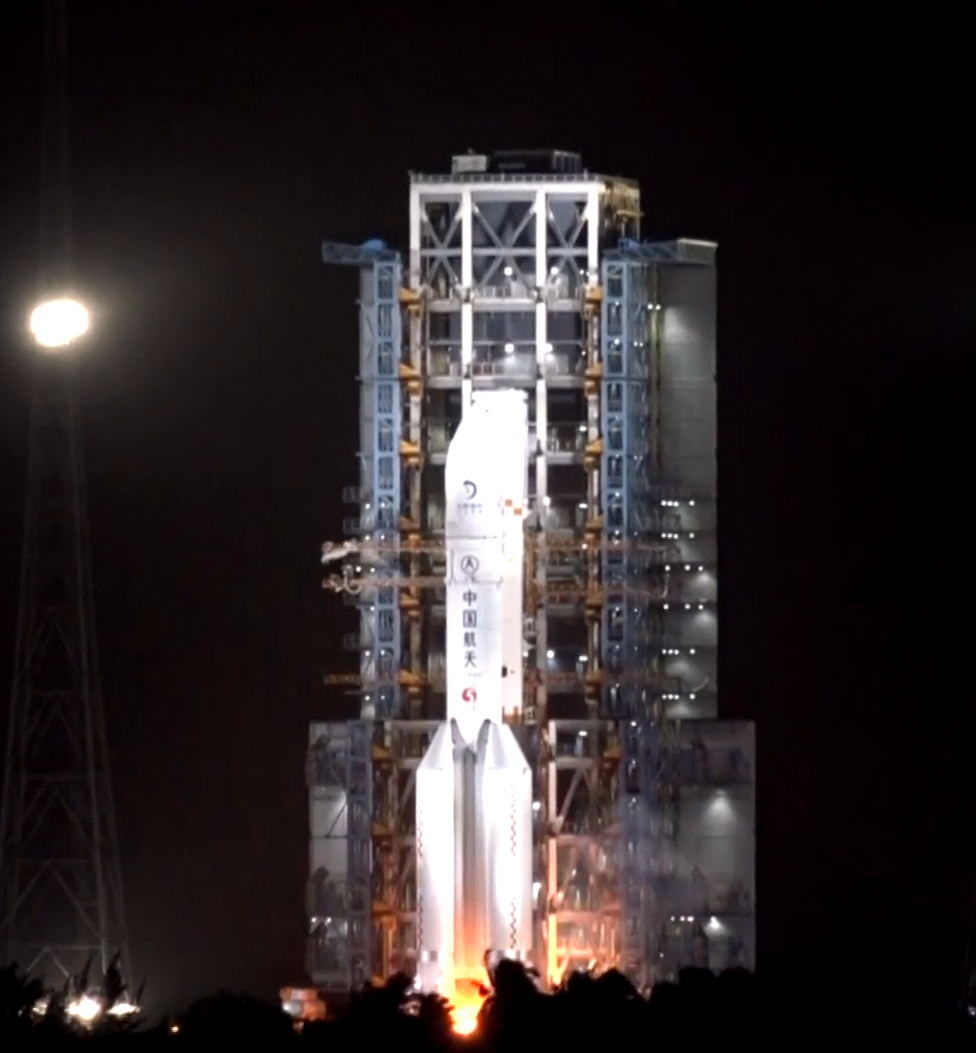
嫦娥五号由长征五号遥五运载火箭发射升空

任务的其它系统包括：
- 运载火箭系统：采用长征五号作为运载火箭。
- 发射场系统：海南文昌航天发射场。
- 测控与回收系统：新建阿根廷深空站（英语：Espacio Lejano Station），建设X波段相控阵雷达等设施、采用三站联测等技术，形成中国高速再入返回测量分系统。返回着陆选用内蒙古四子王旗着陆场。
- 地面应用系统：探月工程地面应用系统科学应用中心。

## 任务历程

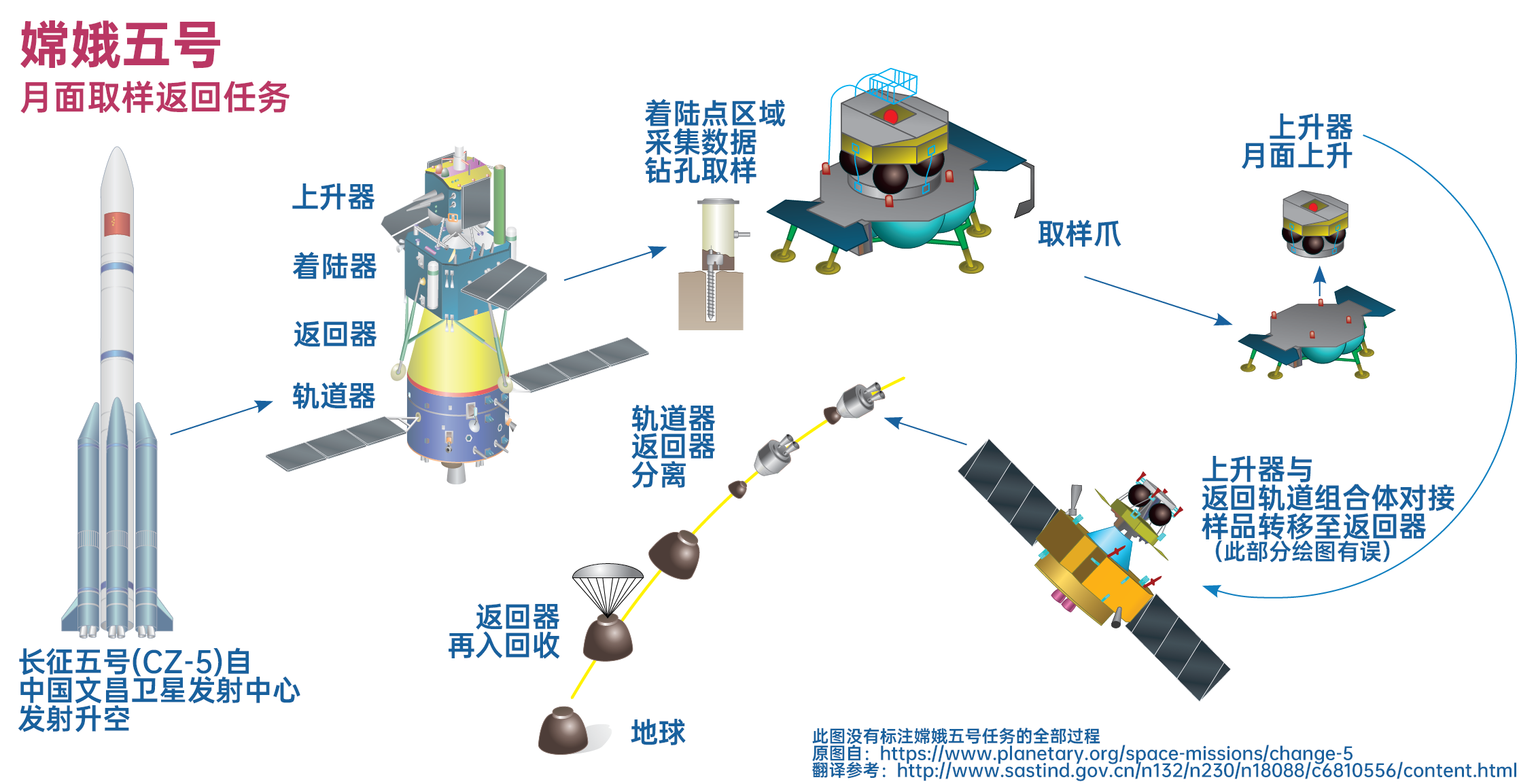
嫦娥五号月面取样返回任务介绍（译自美国行星协会）

嫦娥五号从发射入轨到返回器再入回收，共经历11个飞行阶段：发射入轨阶段、地月转移阶段、近月制动阶段、环月飞行阶段、着陆下降阶段、月面工作阶段、月面上升阶段、交会对接与样品转移阶段、环月等待阶段、月地转移阶段和再入回收阶段。

### 发射经过
2020年11月23日18时30分许，長征五號運載火箭开始加注液氧液氢低温推进剂。24日凌晨4时30分，在中国文昌航天发射场，用长征五号遥五运载火箭成功发射探月工程嫦娥五号探测器，火箭飞行约2200秒后，顺利将探测器送入预定地月转移轨道。探测器经过两次中途修正和两次近月制动后进入环月轨道。
11月30日04时40分14.822秒，嫦娥五号探测器着陆器和上升器组合体与轨道器和返回器组合体顺利分离。

### 月面着陆与采样

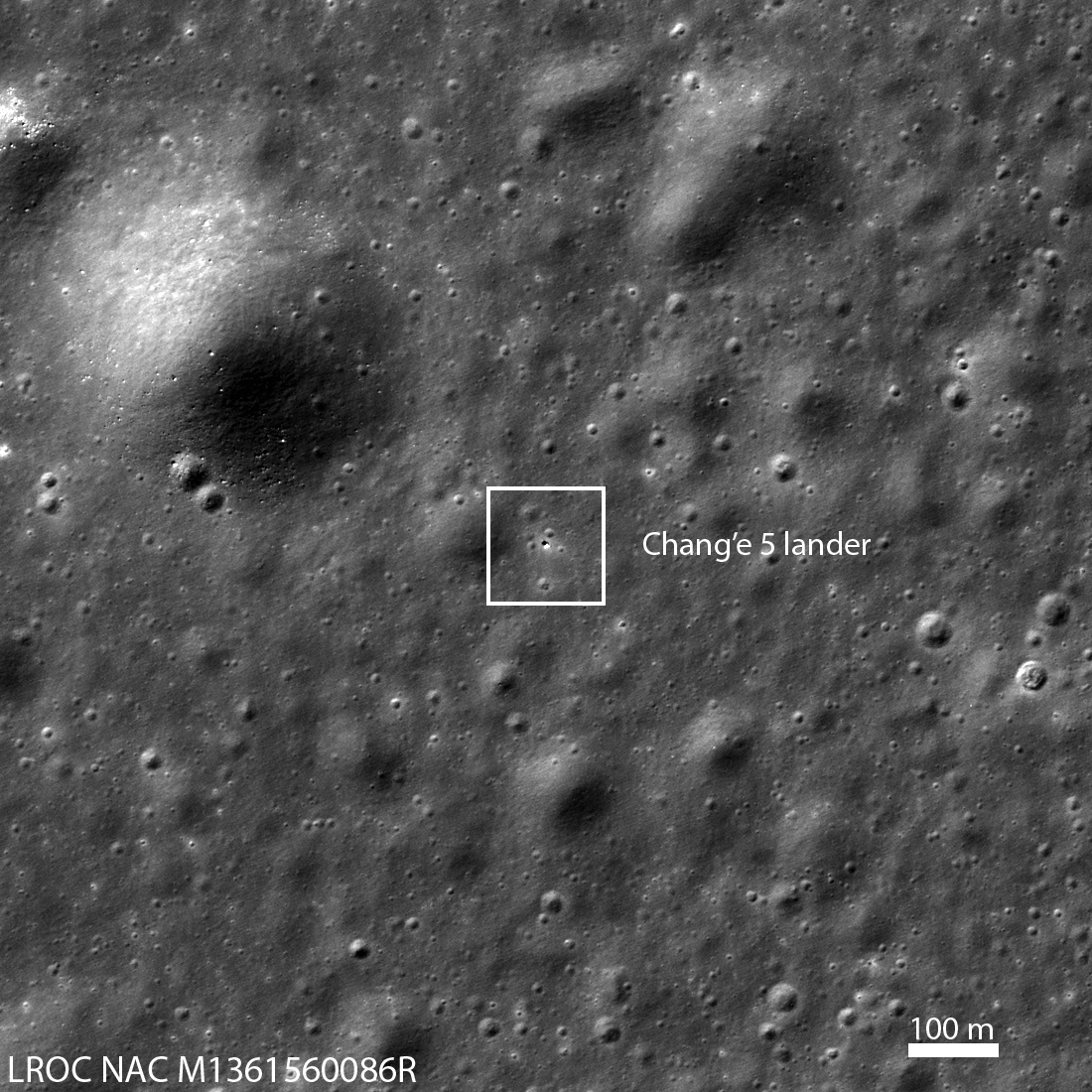
月球勘测轨道飞行器拍摄到的着陆点

在月球背面实施两次环月降轨机动后，于12月1日22时57分从距离月面15公里处开始实施动力下降，7500牛变推力发动机开机，调整对月速度、姿态调整，以接近月表。

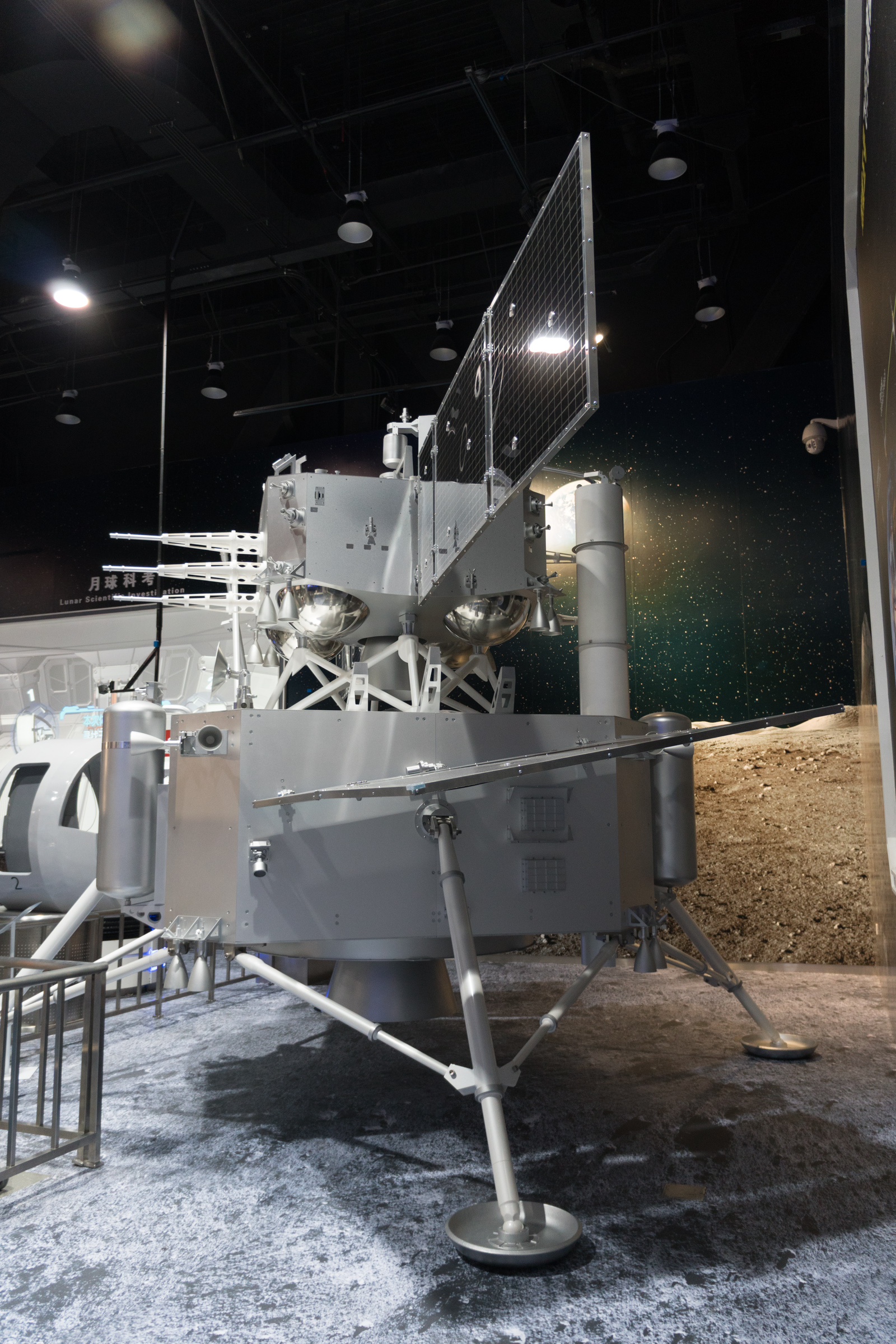
嫦娥五号着上组合体背后用于容纳2.5米长钻杆的圆柱体结构。

23时11分，嫦娥五号探测器成功着陆在位于月球正面风暴洋的吕姆克山脉以北地区（月球正面西经51.92度、北纬43.06度）附近的预选着陆区，并传回着陆影像图。随后着陆器在地面控制下，进行了太阳翼和定向天线展开等状态检查与设置工作。此后正式开始持续约2天的月面工作。
采集月球样品的工作总共分配了19个小时。在钻取过程中，钻头在月表下1米遇到超预期阻力，为稳妥起见，决定不钻到预定的2米深度，提前结束钻取工作，探测器接着使用机械臂进行了表取工作。12月2日22时，月球表面自动采样顺利完成，并已按预定形式将样品封装保存在上升器携带的贮存装置中。由于钻取提前结束，最终采集的样品质量为1731克，未达到预期的2000克。

### 月面起飞上升

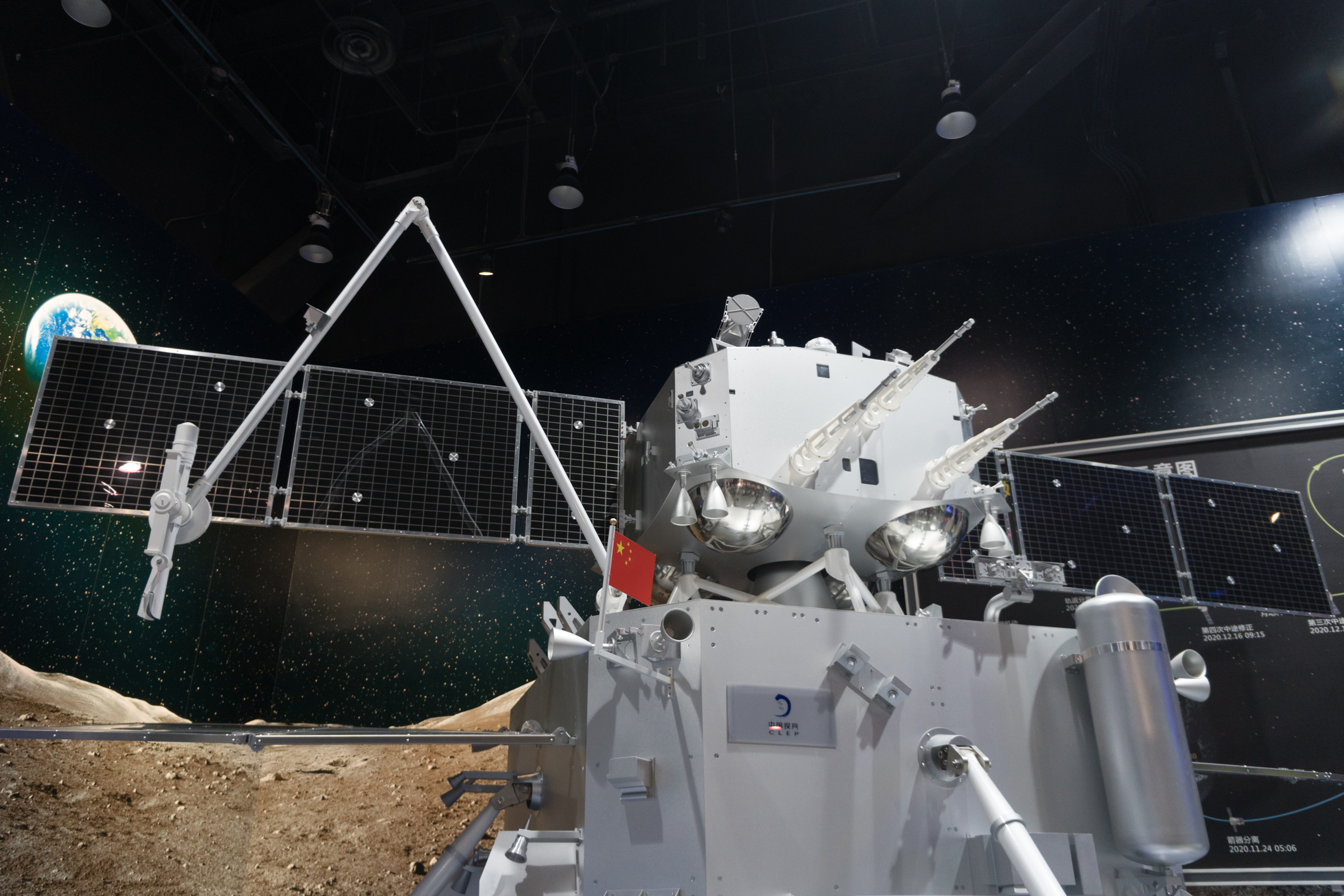
嫦娥五号着上组合体等比例模型所展示的机械臂与上升器

在完成月面采样和封装工作后，嫦娥五号上升器3000N发动机于2020年12月3日23时10分21秒点火脱离着陆器起飞上升离开月面，并经历垂直上升、姿态调整和轨道射入三个阶段后进入环月轨道。这是中国首次实现地外天体起飞。

### 交會對接與樣品轉移

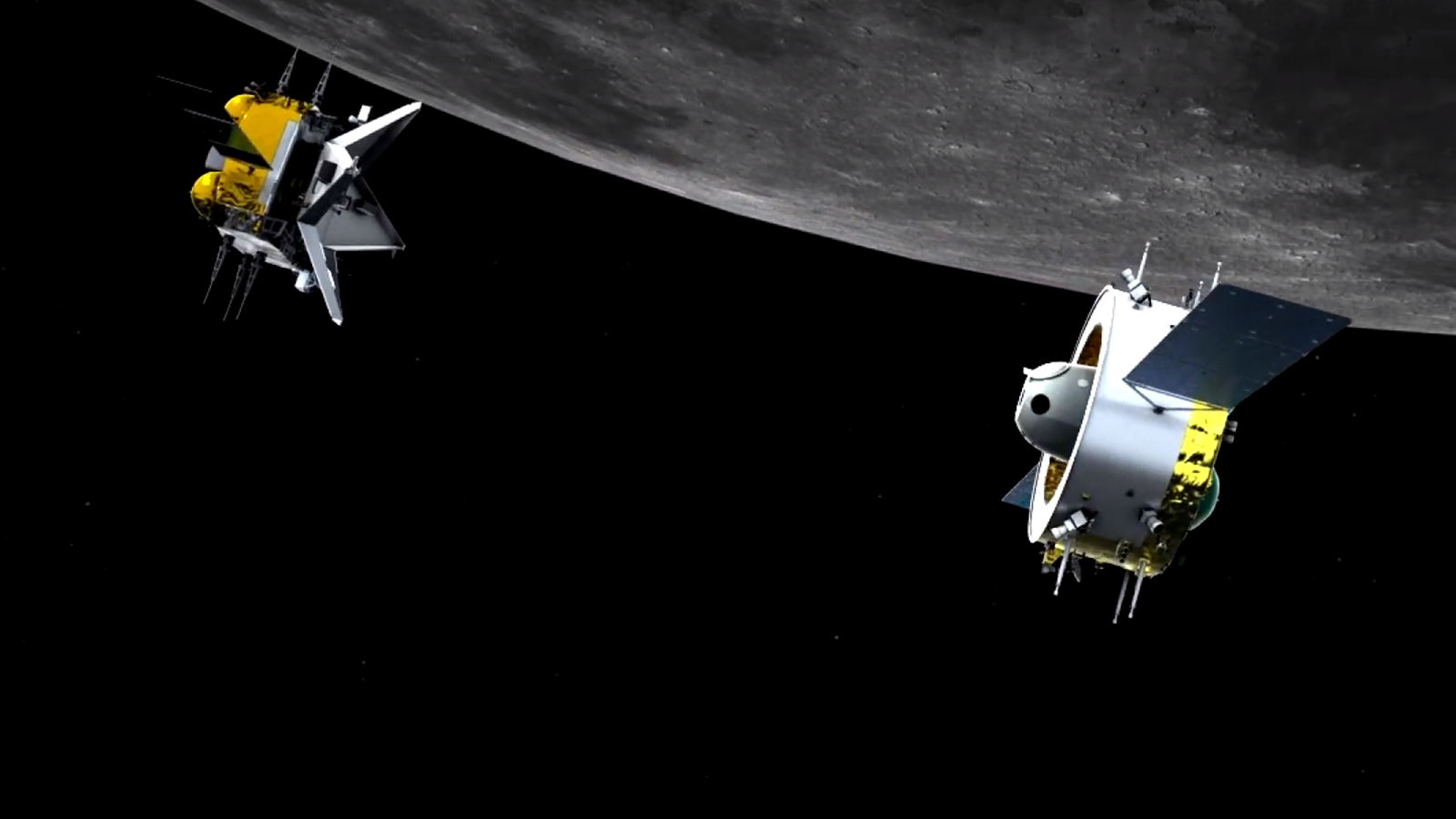
上升器轨道器分离（模拟图）

12月6日5时42分，嫦娥五号上升器成功与轨道器和返回器组合体交会对接，并于6时12分将样品容器安全转移至返回器中。交会对接是通过远程导引和近程自主控制，轨道器返回器组合体逐步靠近上升器，以抱爪的方式捕获上升器。这是中国航天器首次实现月球轨道交会对接。

### 月地转移
2020年12月12日9时54分，嫦娥五号轨道器和返回器组合体在约6天的环月等待后，实施了第一次月地转移入射，从近圆形轨道变为近月点高度约200公里的椭圆轨道。在该轨道上飞行3圈后, 于12月13日9时51分，实施第二次月地转移入射，四台150牛发动机点火，约22分钟后发动机正常关机，轨道器和返回器组合体进入月地转移轨道。
2020年12月14日11时13分，嫦娥五号轨道器和返回器组合体上两台25N发动机工作约28秒钟，完成第一次月地转移轨道修正。12月16日9时15分完成第二次月地转移轨道修正。

### 再入返回

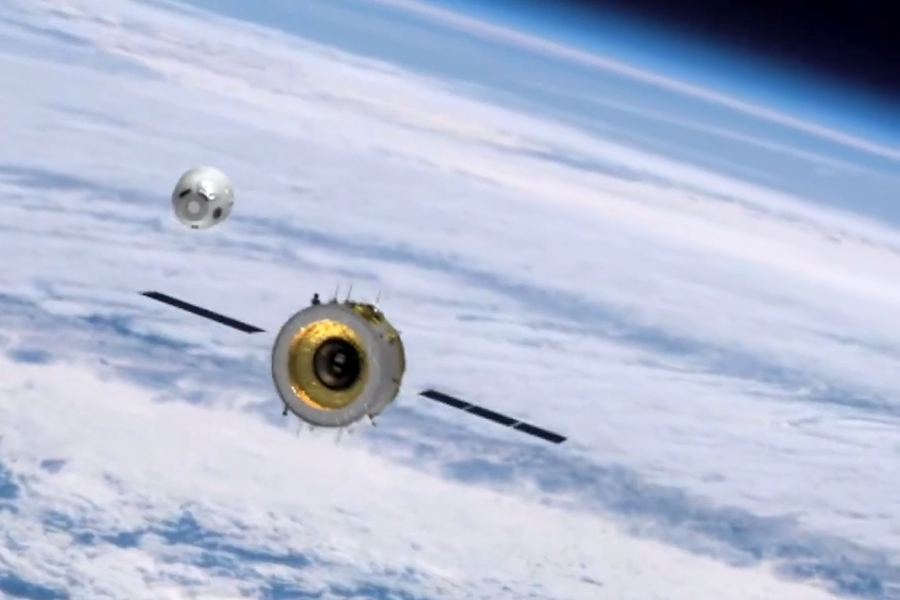
再入返回前轨道舱返回舱分离（模拟图）

2020年12月17日，在到达轨返分离点时, 轨道器与返回器分离，轨道器完成规避机动，返回器惯性飞行。
1时33分，嫦娥五号返回器在距地面高度约120公里处，以接近第二宇宙速度高速进入地球大气层，实施初次气动减速。下降至预定高度后，返回器向上跃出大气层，到达最高点后开始滑行下降。之后，返回器再次进入大气层，实施二次气动减速。在降至距地面约10公里高度时，返回器打开降落伞完成最后减速并保持姿态稳定，随后在预定区域平稳着陆。1时59分，嫦娥五号返回器在内蒙古四子王旗预定区域成功着陆，任务完成。
12月17日2时21分许，空中搜索回收分队发现嫦娥五号返回器。2时30分许，地面搜索分队抵达嫦娥五号返回器着陆点。8时15分，嫦娥五号返回器通过中国人民解放军陆军航空兵米-17V-5直升机吊运至朱日和机场，吊装前为防止返回舱剩余燃料冻结对其采取了保温措施。15时50分，嫦娥五号返回器由中国人民解放军空军运-9自朱日和机场起飞转运并于17时30分抵达北京，转运前于机场厂房排空返回器燃料。20时左右运至航天五院（中国空间技术研究院）。当晚，航天科技集团五院为嫦娥五号返回器举办了“回家”欢迎仪式。

### 拓展任务
由于长征五号遥五运载火箭入轨精度高，嫦娥五号轨道器省下了200多公斤燃料，轨道器计划使用余下燃料进行一次月球重力助推前往日地拉格朗日点L1点。此次拓展任务目标包括：验证地球—日地L1点转移轨道的设计与控制技术；在日地L1点附近开展长期探测，验证L1点环绕轨道设计与控制技术；对日地L1点附近光照、辐照等环境进行检测，验证相关分系统的适应能力；择机开展日凌期间探测器与地面的测控通信试验。日地L1点探测试验后，将根据轨道器状态和约束条件等情况，酌情开展其他拓展任务。
2021年3月15日13时29分，嫦娥五号轨道器首次穿越地球绕太阳公转的黄道面，成功抵达日地L1点，成为中国首颗抵达日地L1点的航天器。
2021年9月初，有无线电爱好者发现嫦娥五号进行了一次变轨，离开了日地L1点，重新返回地月系，并于9月12日飞掠月球后进入了远地圆轨道。
2021年11月18日，嫦娥五号再次飞掠月球。
2021年12月，嫦娥五号进入离月球约100,000万公里的远距离逆行轨道（DRO）。

## 样品处理及科研成果

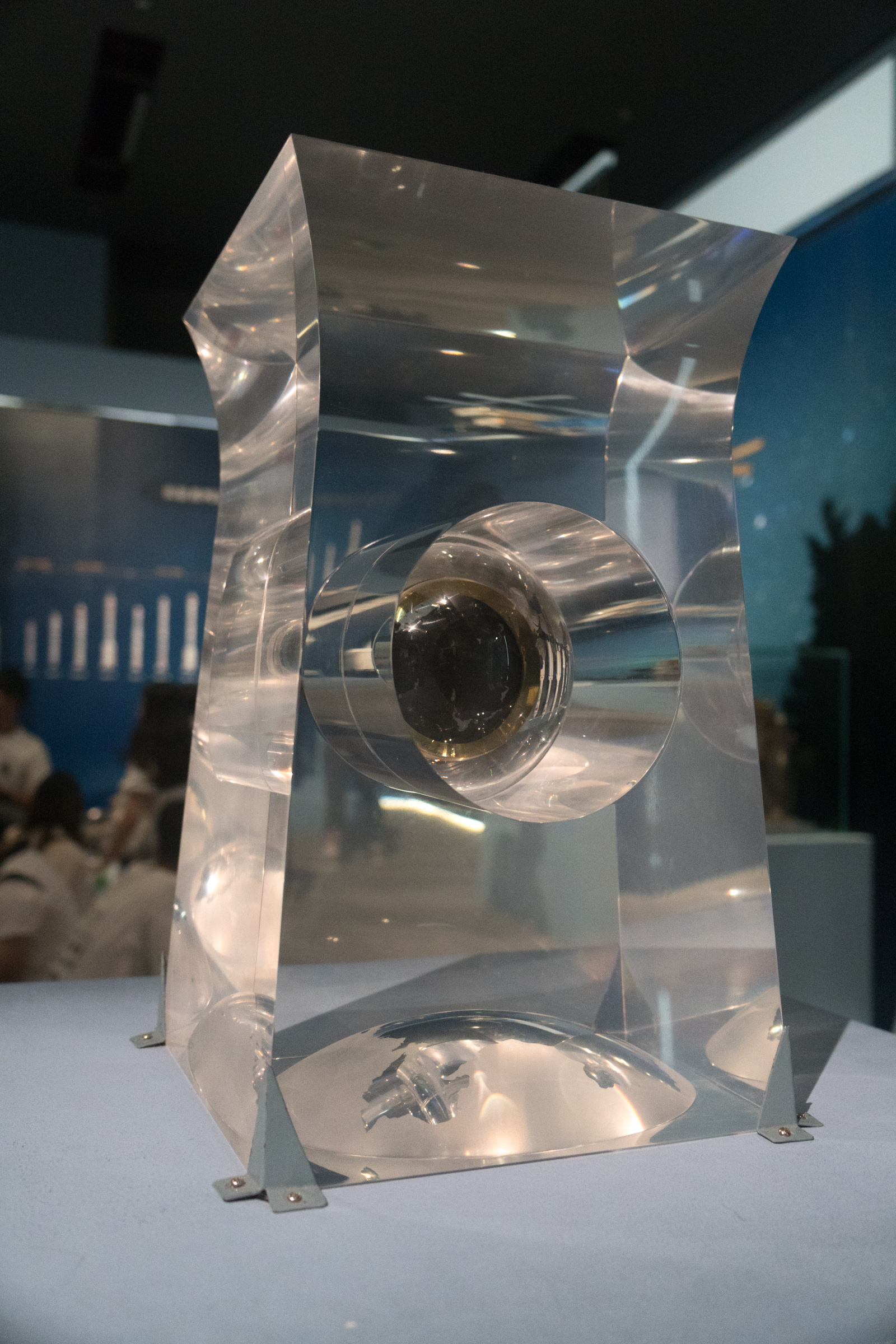
中国国家博物馆展示的的部分嫦娥五号月壤样品

### 自主处置
为避免月球样品受到地球大气、水等环境污染，中国科学院国家天文台建立月球样品实验室，其具备“地外样品”存储、处理和分析能力。
中国国家航天局规划绝大部分月球样品将用于科学研究，这一部分样品以位于北京的中科院国家天文台作为主要存储地点，并在毛泽东的故乡湖南韶山进行异地灾备。另外一部分样品将入藏中国国家博物馆，向公众展示，进行科普教育；一部分样品依据国际合作的公约和多边双边的合作协议，与有关国家和世界的科学家共享或作为国礼相送。
2020年12月19日，重1731克的嫦娥五号任务月球样品被交接給中国科学院。中国开始首次地外天体样品储存、分析和研究工作，并进行月球样品与科学数据应用研究。
2021年2月27日，嫦娥五号带回的部分月壤入藏中國國家博物館。

### 国际分发
中国国家航天局先后于2021年1月、2023年8月发布了《月球样品管理办法》与《月球样品及科学数据国际合作管理细则》，明确了海外科研团队可通过向中方申请获得月球样品的使用权利。2023年11月，中国国家航天局面向国际开放嫦娥五号任务月球科研样品借用申请；截至2023年12月底，中方共收到24份借用申请，2025年4月，中方审查通过了七份申请，分别为：法国巴黎行星物理研究所的Frédéric Moynier团队、德国科隆大学的Carsten Münker的团队、日本大阪大学的Kentaro Terada团队、巴基斯坦空间与上层大气研究委员会的研究团队、英国开放大学的Mahesh Anand团队、美国布朗大学的Steve Parman研究团队、美国石溪大学的Tim Glotch团队。

### 科学研究

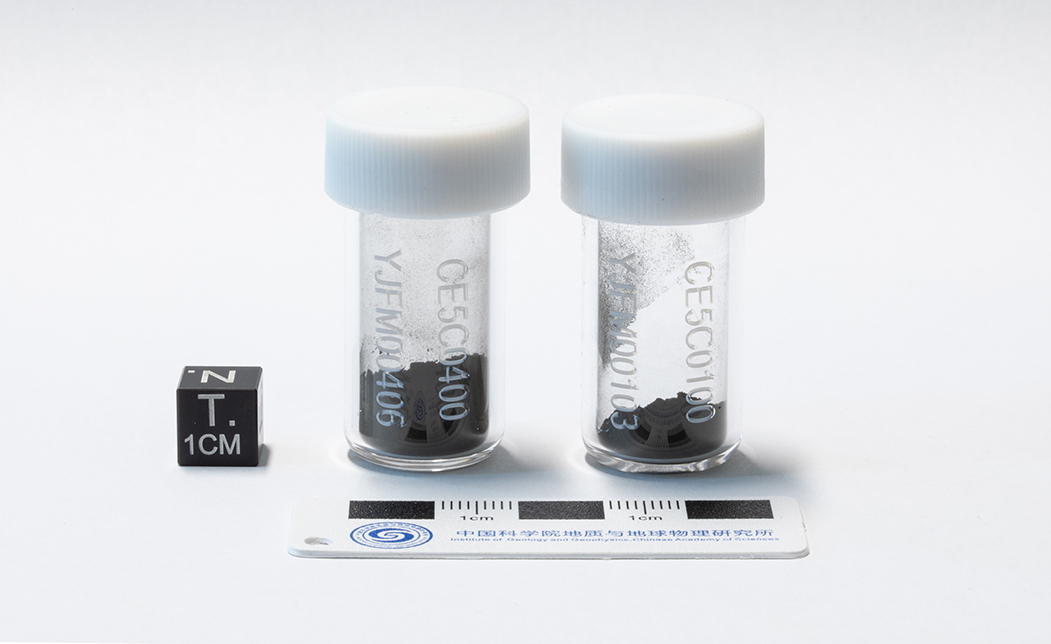
中国科学院地质与地球物理研究所保存的土壤样本，编号分别为CE5C0100YJFM00103和CE5C0400YJFM00406

嫦娥五号的采样点为风暴洋东北角的玄武岩区域，在月球表面的风化作用、火山作用和区域地质背景、区域地质演化方面具有科研价值。对月球样品的研究工作包括其结构构造、物理特性、化学成份、同位素组成、矿物特点和地质演化方面。
中国科学院规划在月球样品实验室完成表取和钻取样品的解封、分样和存储，月球返回样品经初步测试分析、描述和建库后，根据授权进行发布，开展长期的实验室研究。
2021年12月，中國科學院紫金山天文台聯合南京地質古生物研究所研究嫦娥五號月球樣品時，發現嫦娥五號著陸區歷史上可能曾經發生過多次火山噴發活動。
2022年9月9日，国家航天局、国家原子能机构聯合發佈在月球土壤樣本中發現的新礦物，並将其命名為「嫦娥石」。嫦娥石是一種磷酸鹽礦物，呈柱狀晶体，存在於月球玄武岩顆粒中，是人類在月球上發現的第六種新礦物，也讓中國成為繼美蘇後第三個在月球發現並命名新物質的國家。
其他已公布相关科学成果包括：
- 年轻月球玄武岩的年代与成分分析
- 样品揭示二十亿年前月球仍存在岩浆活动
- 对年轻玄武岩样品的含水量分析
- 月壤颗粒中的玻璃态物质分析
- 月壤单颗粒中铁价态的原位微区分析
- 微陨石对月壤的改造
- 首次发现二氧化硅高压相赛石英和斯石英
- 在角砾岩样品中定位并识别月球高地岩屑

## 国际合作

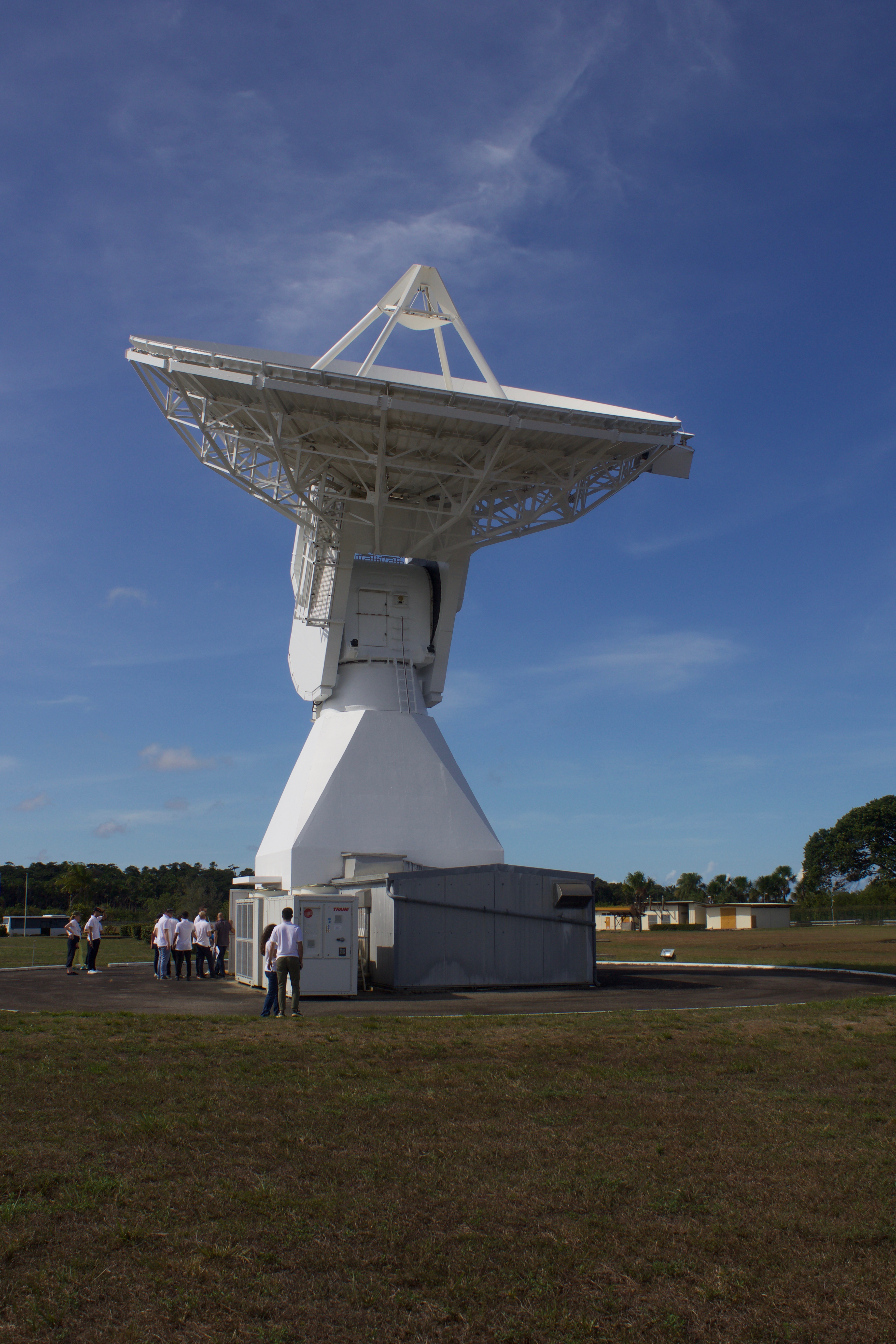
庫魯站（背面視角）

欧洲空间局通过法属圭亚那的库鲁站对嫦娥五号任务发射和着陆阶段进行跟踪，同时在整个任务期间作为中国地面站的备份单位随时待命。来自库鲁站的数据将帮助北京航天飞行控制中心的任务控制小组确定航天器的健康状况和轨道状态。在着陆阶段，欧洲空间局位于加纳利群岛的马斯帕拉马斯站提供支持并进行跟踪工作，该站由西班牙国家太空科技研究所（INTA）运营。
位于阿根廷的内乌肯站、纳米比亚的纳米比亚站和巴基斯坦的卡拉奇站参与了测控。

## 轶事
在嫦娥五号返回器着陆之后，地面搜索队抵达着陆点前， 红外线摄像机直播画面显示，一只小动物从嫦娥五号返回器前跑过，第一个到达现场。引發著陸場所在地生態的討論，网民对此戏称“嫦娥把玉兔带回来了”。